# Fazlı Kocabaş
Fazlı Kocabaş (Brussel, 1 januari 1990) is een Belgische-Turks voetballer die als verdediger speelt.

## Statistieken
| seizoen | club                        | land    | competitie         | wed. | goals |
| ------- | --------------------------- | ------- | ------------------ | ---- | ----- |
| 2009/10 | KAS Eupen                   | België  | Exqi League        | 32   | 0     |
| 2010/11 | KAS Eupen                   | België  | Jupiler Pro League | 11   | 0     |
| 2010/11 | KAS Eupen                   | België  | Play-Off III       | 0    | 0     |
| 2011/12 | KAS Eupen                   | België  | Tweede klasse      | 30   | 1     |
| 2012/13 | KAS Eupen                   | België  | Tweede klasse      | 17   | 0     |
| 2013/14 | Kayseri Erciyesspor         | Turkije | Süper Lig          | 15   | 0     |
| 2014/15 | Adana Demirspor             | Turkije | PTT 1. Lig         | 11   | 0     |
| 2015/16 | Royale Union Saint-Gilloise | België  | Tweede klasse      | 23   | 1     |
| 2016/17 | OH Leuven                   | België  | Tweede klasse      | 21   | 1     |
| 2017/18 | OH Leuven                   | België  | Tweede klasse      | 0    | 0     |
| 2018/19 | KSV Roeselare               | België  | Tweede klasse      | 0    | 0     |
|         |                             |         | Totaal             | 154  | 3     |